# Roscoe-Gletscher (Antarktika)
Der Roscoe-Gletscher ist ein 19 km langer und zwischen 5 und 8 km breiter Gletscher im ostantarktischen Königin-Marie-Land. Er fließt von einem kleinen Tal in den westlichen Abschnitt des Shackleton-Schelfeises, das der zwischen Kap Moyes und dem Junction Corner erreicht.
Eine Mannschaft um Frank Wild identifizierte ihn im März 1912 bei der Australasiatischen Antarktisexpedition (1911–1914) unter der Leitung des australischen Polarforschers Douglas Mawson als Senke. Luftaufnahmen der US-amerikanischen Operation Highjump (1946–1947) dienten seiner Kartierung. Das Advisory Committee on Antarctic Names benannte ihn 1955 nach dem US-amerikanischen Geographen John Hobbie Roscoe (1919–2007), der an den Auswertungen der Luftaufnahmen der Operation Highjump und der Operation Windmill (1947–1948) beteiligt, Leiter des United States Antarctic Program und beratend bei der Errichtung astronomischer Beobachtungsstationen entlang der Küsten des Kaiser-Wilhelm-II.-Lands und des Königin-Marie-Lands sowie der Knox- und Budd-Küste tätig war.